# Lista di diari di viaggio in Italia

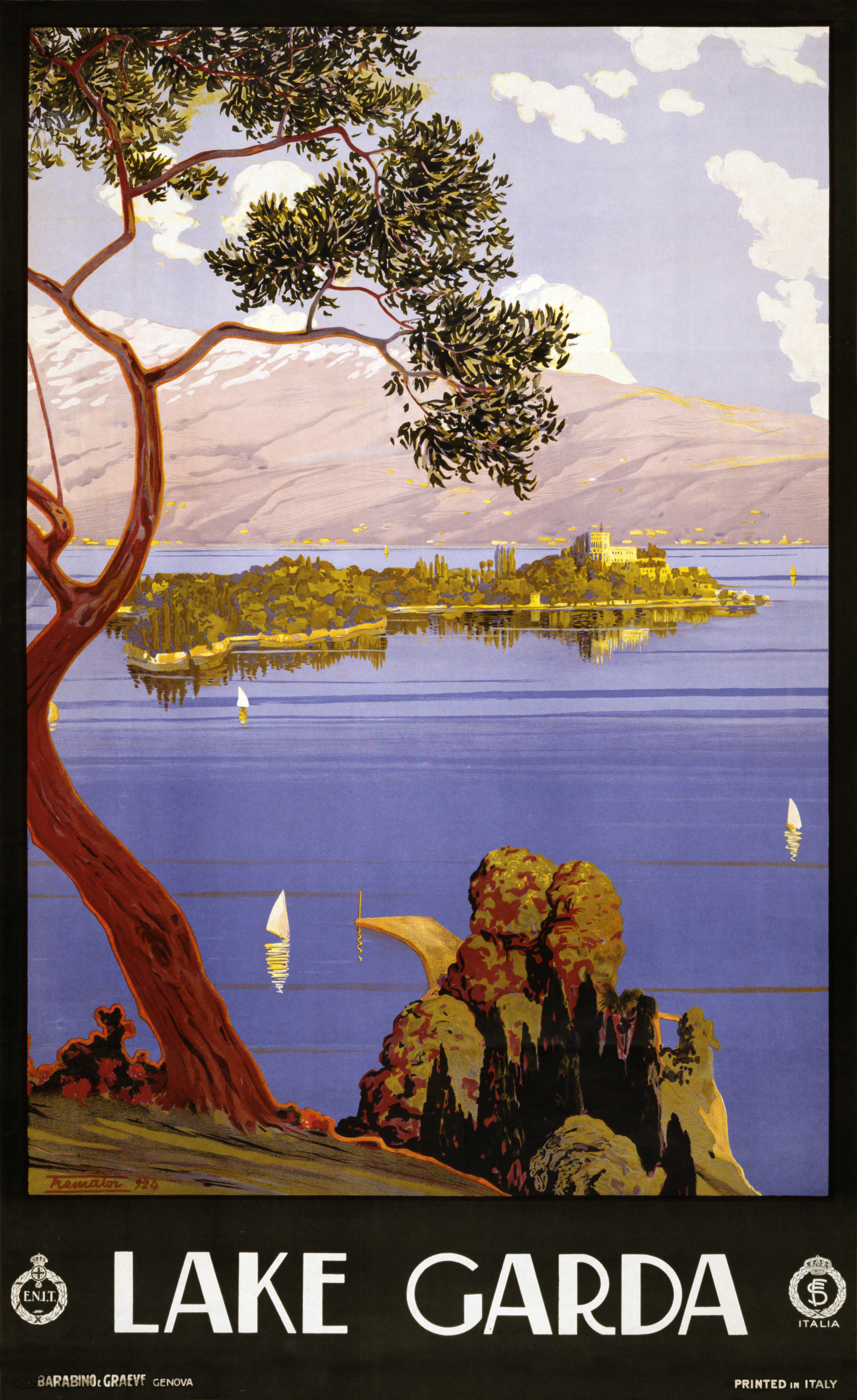
Manifesto pubblicati nel 1924 dall'Ente Nazionale Italiano per il Turismo per il Lago di Garda

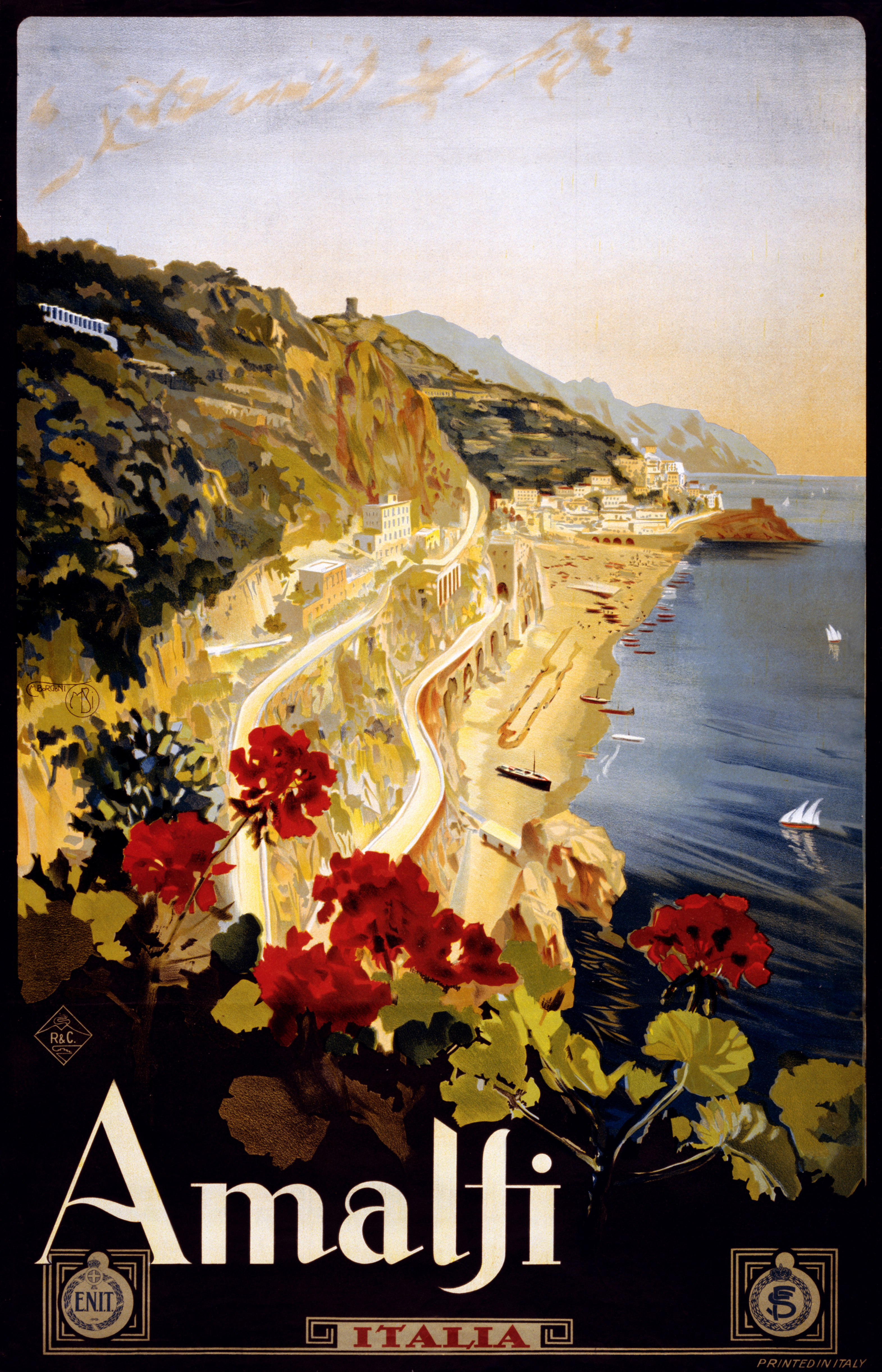
Manifesto pubblicati nel 1910 dall'Ente Nazionale Italiano per il Turismo per la Costiera amalfitana

Questo elenco dei diari di viaggio in Italia elenca opere letterarie e cinematografiche in cui gli autori raccontano uno o più viaggi in Italia.

## Letteratura

### Narrativa
- L'Eneide, Virgilio - 29 e-19
- Rome souterraine, di Charles Didier - 1833

### Letteratura di viaggio
- Le Antichità di Roma , Du Bellay - 1558
- Nuovo viaggio in Italia, Maximilien Misson - 1691
- Diario di viaggio in Italia ( su wikisource ), Michel de Montaigne - 1580-1581

#### XVIII secolo
- Viaggio sentimentale, Laurence Sterne - 1768
- Voyage en Sicile et en Italie, Patrick Brydone - 1773
- Diario inedito di un viaggio in Italia, 1773-1774 di Bergeret de Grancourt
- Viaggio in Italia, Marchese de Sade - 1775-1776
- Lettere storiche e critiche sull'Italia, Charles de Brosses - 1799

#### XIX secolo
- Viaggio in Italia, Chateaubriand - 1803
- Corinna o l'Italia, Madame de Staël - 1807
- Viaggio in Italia, Johann Wolfgang von Goethe 1816-1817
- Roma, Napoli e Firenze, Stendhal - 1817
- Libertà o una notte a Roma, Nuove meditazioni poetiche, Alphonse de Lamartine - 1823
- Roma, Napoli e Firenze, Stendhal - 1826
- Passeggiate romane, Stendhal - 1829
- Un mondo diverso. Diari di viaggio da Napoli, Hans Christian Andersen - 1834
- Ricordi di viaggio : Un anno a Firenze, Alexandre Dumas - 1841
- Le Speronare, Alexandre Dumas - 1842
- Impressioni di un viaggio in Calabria: il Capitano Arena, Alexandre Dumas - 1842
- Il Corricolo, Alexandre Dumas - 1843
- A zonzo per la Germania e per l'Italia, Mary Shelley - 1844
- Sulle rovine di Roma, Alphonse de Lamartine - 1846
- Impressioni italiane, Charles Dickens - 1846
- Viaggio in Italia e in Oriente, 1856-1857, Jan-Baptist Huysmans - 1857
- Il Viaggio di un ignorante ossia ricetta per gli ipocondriaci, Giovanni Rajberti - 1857
- Viaggio in Italia, Théophile Gautier - 1875
- Magna Grecia, François Lenormant - 1881-1884
- Attraverso la Puglia e la Lucania, François Lenormant - 1883
- La vita errante, Guy de Maupassant - 1890
- Viaggio a Roma, Émile Zola - 1893

#### XX secolo
- Sulla riva dello Jonio, George Gissing - 1901
- Heures italiennes, Henry James - 1909
- La terra delle sirene, Norman Douglas - 1911
- Vecchia Calabria, Norman Douglas - 1915
- Mare e Sardegna, DH Lawrence - 1921
- Schizzi etruschi, DH Lawrence - 1932
- Le Voyage du condottière, André Suarès - 1932
- Sardinien 1935. Un libro di viaggio, Max Niehaus - 1938
- Viaggio in Italia, Jean Giono - 1953
- Intorno ai sette colli, Julien Gracq - 1988
- Roma, André Suarès - 1998

## Opere cinematografiche
- Vacanze romane , William Wyler - 1953
- Viaggio in Italia , Roberto Rossellini - 1954